# Liste der Biografien/Taa
Liste der Biografien |
Portal Biografien |
Personensuche
# |
A |
B |
C |
D |
E |
F |
G |
H |
I |
J |
K |
L |
M |
N |
O |
P |
Q |
R |
S |
T |
U |
V |
W |
X |
Y |
Z |
?
 
Ta |
Tc |
Te |
Tf |
Tg |
Th |
Ti |
Tj |
Tk |
Tl |
Tm |
To |
Tq |
Tr |
Ts |
Tu |
Tv |
Tw |
Tx |
Ty |
Tz
 
Taa |
Tab |
Tac |
Tad |
Tae |
Taf |
Tag |
Tah |
Tai |
Taj |
Tak |
Tal |
Tam |
Tan |
Tao |
Tap |
Taq |
Tar |
Tas |
Tat |
Tau |
Tav |
Taw |
Tax |
Tay |
Taz
Die Liste der Biografien führt alle Personen auf, die in der deutschsprachigen Wikipedia einen Artikel haben. Dieses ist eine Teilliste mit 37 Einträgen von Personen, deren Namen mit den Buchstaben „Taa“ beginnt.

## Taa

### Taab
- Taabouni, Mohamed (* 2002), niederländischer Fußballspieler

### Taaf
- Taaffe, Eduard (1833–1895), österreichischer Politiker, MinisterpräsidentEduard Taaffe (1833–1895)

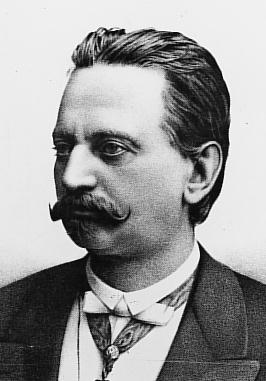
Eduard Taaffe (1833–1895)

- Taaffe, Emily (* 1984), irische Schauspielerin
- Taaffe, Francis, 3. Earl of Carlingford (1639–1704), Militärbefehlshaber und Politiker
- Taaffe, Franz (1788–1849), österreichischer Offizier und Hofbeamter
- Taaffe, Heinrich (1872–1928), österreichischer Adliger und Gutsbesitzer
- Taaffe, John, 1. Viscount Taaffe († 1642), irischer Adliger und Militär
- Taaffe, Ludwig (1791–1855), österreichischer Jurist und Politiker
- Taaffe, Nicholas (1685–1769), Militärbefehlshaber und Politiker
- Taaffe, Peter (1942–2025), britischer Politiker
- Taaffe, Philip (* 1955), US-amerikanischer Maler
- Taaffe, Richard (1898–1967), österreichisch-irischer Edelsteinkundler (Gemmologe) und -sammler
- Taaffe, Steven (* 1979), englischer Fußballspieler
- Taaffe, Theobald, 1. Earl of Carlingford († 1677), irisch-royalistischer Peer und Offizier

### Taag
- Taagepera, Rein (* 1933), estnischer Politologe

### Taak
- Taak, M. J. Van, namibischer Polizist und Politiker
- Taaks, Johann Hillern (1821–1886), deutscher Jurist und Politiker
- Taaks, Otto (1849–1924), deutscher Bauingenieur und Architekt

### Taal
- Taal, Amadou, gambischer Diplomat
- Taal, Bai-Mass (* 1947), gambischer Politiker
- Taal, Ebou Momar (1937–2019), gambischer Diplomat, Ökonom, Linguist, Historiker und Islamologe
- Taal, Olari (* 1953), estnischer Politiker, Mitglied des Riigikogu und Unternehmer
- Taal, Saja (1944–2014), gambischer Herausgeber und Politiker
- Taal, Simon (* 1985), deutscher Schauspieler, Webdesigner, Fotograf und Blogger
- Taalas, Petteri (* 1961), finnischer Meteorologe
- Taalesen, Anne Migliosi (* 1965), norwegische Handballspielerin

### Taam
- Taam, Rik (* 1997), niederländischer Leichtathlet
- Taamo, japanische Mangaka

### Taan
- Taanila, Mika (* 1965), finnischer Dokumentar- und Experimentalfilmemacher

### Taar
- Taar, Agnes (1897–1976), estnische Schriftstellerin
- Taarabt, Adel (* 1989), französisch-marokkanischer FußballspielerAdel Taarabt (* 1989)

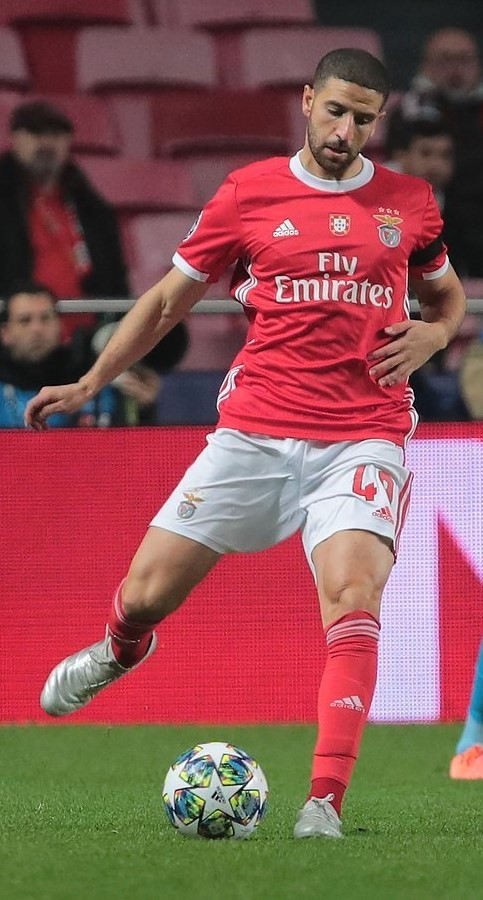
Adel Taarabt (* 1989)

- Taaramäe, Rein (* 1987), estnischer Radrennfahrer

### Taas
- Taasha Wahidi, Mohsen (* 1991), afghanischer Maler
- Taaso, Adam, Bischof von Lesotho

### Taat
- Taatz, Matthias (* 1959), deutscher evangelischer Pfarrer und Aktivist der Bürgergesellschaft

### Taav
- Taavila, Kimmo (* 1965), finnischer Filmeditor
- Taavitsainen, Topias (* 1998), finnischer E-Sportler